# Kourfaré
Kourfaré (auch Kourfari) ist ein Dorf in der Stadtgemeinde Birni N’Gaouré in Niger.

## Geographie
Das von einem traditionellen Ortsvorsteher (chef traditionnel) geleitete Dorf liegt am Rand des Trockentals Dallol Bosso. Es befindet sich rund acht Kilometer südöstlich des urbanen Zentrums von Birni N’Gaouré, der Hauptstadt des Departements Boboye, das zur Region Dosso gehört. Zu den Siedlungen in der näheren Umgebung von Kourfaré zählen Karra im Nordwesten und Haoulawal Zarma im Süden.
Kourfaré ist Teil der Übergangszone zwischen Sahel und Sudan. Die durchschnittliche jährliche Niederschlagsmenge beträgt hier zwischen 500 und 600 mm. In der Nähe des Dorfes erstrecken sich mehrere große Teiche. Diese heißen Diney-Bangou, Foulan-Bangou und Kara-Bangou.

## Geschichte
Der Name Kourfaré oder Ourfaré bezeichnet einen Ort, an dem Vieh Mineralsalze leckt.
Die Gründer des Dorfes waren ein aus Damari bei Say stammender Mann namens Koura, Sohn des Baba Golba, und sein Gefolge, darunter sein Bruder Goumari. Der erste traditionelle Ortsvorsteher von Kourfaré hieß Zarmakoye Hangayzé. Er amtierte 40 Jahre lang. Der französische Offizier Parfait-Louis Monteil machte bei seiner großen Westafrika-Reise von 31. August bis 1. September 1891 in Kourfaré Station. Der Ortsvorsteher von Kourfaré stellte Monteil seinen Sohn als Reiseführer für die nächste Etappe zur Verfügung. Der Überlieferung zufolge blieb Kourfaré von Kriegen und Dürren verschont, weil die Einwohner unter einem Dounaba-Bossey genannten Tamarindenbaum Opfer darbrachten. Dieser Brauch verschwand mit der Ausbreitung des Islams.
Der achte traditionelle Ortsvorsteher, ein Mann namens Elhadj Garba Ounténi, wurde 2007 eingesetzt. Die Hilfsorganisation World Vision Inc. errichtete in Kourfaré mehrere Brunnen mit Handpumpe, die im Oktober 2016 fertiggestellt wurden.

## Bevölkerung
Bei der Volkszählung 2012 hatte Kourfaré 1262 Einwohner, die in 164 Haushalten lebten. Bei der Volkszählung 2001 betrug die Einwohnerzahl 890 in 117 Haushalten und bei der Volkszählung 1988 belief sich die Einwohnerzahl auf 849 in 83 Haushalten.

## Kultur
Die Scherzbeziehungen zwischen Einwohnern von Kourfaré und Karra tragen zu den gutnachbarschaftlichen Beziehungen zwischen beiden Dörfern bei. Die Praktiken und Ausdrucksformen der Scherzbeziehungen in Niger stehen seit 2014 auf der Repräsentativen Liste des immateriellen Kulturerbes der Menschheit. As Teil der traditionellen afrikanischen Medizin wird im Dorf die Tradition von Heilmitteln gegen Schlangenbisse von Generation zu Generation weitergegeben.

## Wirtschaft und Infrastruktur
Die Bevölkerung ist vor allem im Ackerbau tätig. Es gibt eine Schule im Dorf.